# Hessemydas tulear
Hessemydas tulear är en tvåvingeart som beskrevs av Kondratieff, Carr och Irwin 2005. Hessemydas tulear ingår i släktet Hessemydas och familjen Mydidae.
Artens utbredningsområde är Madagaskar. Inga underarter finns listade i Catalogue of Life.